# Missão Internacional Africana de Apoio ao Mali

Estados-membros da Missão Internacional Africana de Apoio ao Mali.

A Missão Internacional Africana de Apoio ao Mali ou Missão Internacional de Suporte ao Mali liderada pela África (em francês:  Mission internationale de soutien au Mali sous conduite africaine, abreviado para MISMA; em inglês:  African-led International Support Mission to Mali, abreviado para AFISMA) é uma missão militar organizada da Comunidade Econômica dos Estados da África Ocidental (CEDEAO) enviada para apoiar o governo do Mali, um Estado-membro da CEDEAO, contra os rebeldes islâmicos no conflito no norte do Mali. A missão foi autorizada pela Resolução 2085 do Conselho de Segurança das Nações Unidas, aprovada em 20 de dezembro de 2012, que "autoriza a implantação de uma Missão Internacional Africana de Apoio ao Mali (AFISMA) por um período inicial de um ano". 
Inicialmente, a missão deveria começar em setembro de 2013, porém após um avanço inesperado pelas forças rebeldes no início de janeiro de 2013 e a posterior intervenção francesa, a CEDEAO decidiu implantar imediatamente as forças das AFISMA. Em 17 de janeiro, a Nigéria começou a instalar forças aéreas e terrestres no Mali.  A implantação nigeriana foi seguida pela chegada de um contingente de 160 homens de Burkina Faso na semana seguinte. 
A Resolução 2085 previa que a AFISMA ajude a "restaurar a capacidade das forças armadas malianas" para permitir que as autoridades recuperem o controle das áreas do norte de seu território, preservando a população civil. A AFISMA visa apoiar o exército do Mali para desalojar os grupos islâmicos (AQMI, MUJAO, Ansar Dine), que assumiram o controle do norte do Mali depois de expulsar os rebeldes separatistas tuaregues do Movimento Nacional de Libertação do Azauade.
A AFISMA foi sucedida pela Missão Multidimensional Integrada para Estabilização das Nações Unidas do Mali (MINUSMA) a partir de 1 de julho de 2013.